# 加法的多項式
数学における加法的多項式（かほうてきたこうしき、英: additive polynomials）は古典代数的数論において重要なトピックである。 

## 定義
素数 p を標数とする体 k に係数を持つ多項式 P(x) が加法的（またはフロベニウス多項式）であるとは、{\displaystyle P(a+b)=P(a)+P(b)} が a, b に関する多項式として成り立つときに言う。これは k を含む無限体（例えば k の代数閉包）において、任意の a, b に対して成り立つと言っても同じことである。
注意まれに、上記を絶対加法的 (absolutely additive) と言い、やや弱い条件 P(a + b) = P(a) + P(b) (∀a, b ∈ k) を満たすときに加法的と呼ぶ場合もある。無限体で考えるならば、この二つは同値になるが、有限体では異なり、弱い条件のほうではよく振る舞わないことが出てくる。例えば、q-元体上で xq − x の任意の定数倍を P とすれば P(a + b) = P(a) + P(b) はその体の任意の元 a, b に対して成り立つが、絶対加法的にはふつうならない。
標数 0 の体 k でもこの定義はやはり意味を為すが、この場合の加法的多項式は適当な a ∈ k に対する ax のみしかない。

## 例
多項式 xp は加法的である。実際、k の代数閉包に属する任意の a, b に対して二項定理により {\displaystyle (a+b)^{p}=\sum _{n=0}^{p}{p \choose n}a^{n}b^{p-n}} が成り立つが、ここに p は素数ゆえ任意の n = 1, …, p − 1 に対して二項係数 {\displaystyle {p \choose n}} は p で割り切れて、{\displaystyle (a+b)^{p}\equiv a^{p}+b^{p}\mod p} は a, b の多項式として等しいことを意味する（一年生の夢も参照）。同様に、非負整数 n に対して τ n
p (x) = xpn の形の多項式は何れも加法的になる。

## 加法的多項式の環
例に挙げた τ n
p (x) たちの任意の k-係数線型結合が、再び加法的多項式となることを見るのは容易い。そこでそれら以外に加法的多項式が存在するかは意味のある問いであるが、実は加法的多項式はそれらに限る。
加法的多項式 P(x), M(x) に対して、点ごとの和 P(x) + M(x) および合成 P(M(x)) が加法的となることが確かめられる。それにより、加法的多項式の全体がこの和と合成に関して環を成すことが従う。この環を k{τp} と書くことにする。この環は k が p-元体 Fp = Z/pZ でない限り可換でない。実際、加法的多項式 ax および xp を取るとき、これらが合成に関して可換であるためには (ax)p = axp から ap − a = 0 でなければならない。a が Fp の元ならばこの方程式の根となれるが、さもなくば等式は成り立たない。

## 加法的多項式の基本定理
k-係数多項式 P(x) およびその根全体の成す集合 {w1, …, wm} ⊂ k に対し、P(x) の根はどの二つも相異なると仮定する（すなわち、P(x) は分離多項式）。このとき P(x) が加法的となる必要十分条件は、集合 {w1, …, wm} が体の加法に関して群を成すことである。